# Russian Time
Russian Time – rosyjski zespół startujący w wyścigach samochodowych, którego założycielem jest były rosyjski kierowca wyścigowy Igor Mazepa. Zespół powstał w 2013 roku z przeznaczeniem startów w serii GP2 jako zespół zastępujący brytyjską stajnię iSport International, startującą w GP2 do sezonu 2012. Od sezonu 2014 zespół miał również startować w serii GP3, jednak po śmierci szefa zespołu zrezygnowano z tych planów. Baza zespołu mieści się na niemieckim torze wyścigowym Motorsport Arena Oschersleben. W sezonie 2013 zespół był obsługiwany przez ekipą Motopark Academy, a od 2014 roku - przez iSport International.

## Starty

### Seria GP2
| Rok  | Bolid              | Kierowcy         | Wyścigi | Wygrane | PP | NO | Pkt | M.K. | M.Z. |
| ---- | ------------------ | ---------------- | ------- | ------- | -- | -- | --- | ---- | ---- |
| 2013 | Dallara-Mecachrome | Sam Bird         | 22      | 5       | 2  | 3  | 181 | 2    | 1    |
| 2013 | Dallara-Mecachrome | Tom Dillmann     | 21      | 0       | 1  | 1  | 92  | 10   | 1    |
| 2014 | Dallara-Mecachrome | Mitch Evans      | 22      | 2       | 0  | 1  | 174 | 4    | 5    |
| 2014 | Dallara-Mecachrome | Artiom Markiełow | 22      | 0       | 0  | 0  | 6   | 24   | 5    |